# Jang Hun
Jang Hun (auch Jang Hoon; * 4. Mai 1975 in Jeongseon, Gangwon-do) ist ein südkoreanischer Regisseur und Drehbuchautor.

## Karriere
Jang wurde in Jeongseon in der Provinz Gangwon geboren. Er studierte Visuelle Kommunikation an der Seoul National University und schloss mit einem Bachelor of Design ab. Danach arbeitete als Regieassistent für Kim Ki-duk bei den Filmen Bin-jip und Hwal. Sein Debütfilm als Regisseur war Rough Cut und wurde von Kim Ki-duk geschrieben und produziert. Dieser Film war jedoch mehr auf kommerziellen Erfolg gerichtet, als Kim Ki-duks Filme unter eigener Regie. Sein zweiter Film Secret Reunion (2010) war ein großer finanzieller Erfolg. Der Film handelt von der Freundschaft eines nordkoreanischen Spions mit seinem südkoreanischen Gegenpart. Auch sein dritter Film war finanziell erfolgreich und gewann mehrere Filmpreise. Daneben war er auch der südkoreanische Beitrag für die Nominierung als „Bester fremdsprachiger Film“ bei der Oscarverleihung 2011, wurde aber nicht nominiert. Im selben Jahr erschien der Dokumentarfilm Arirang – Bekenntnisse eines Filmemachers von Kim Ki-duk, indem dieser in einem filmischen Tagebuch seine tiefe Krise nach einem Unfall an einem Filmset dokumentierte. Darin wird ein Konflikt zwischen ihm und Jang Hun deutlich, den er hierin wegen seiner kommerziellen Filme und seinem Vertrag mit der Produktionsgesellschaft Showbox/Mediaplex einen „Verräter“ nannte.

## Filmografie
- 2008: Rough Cut (Gojijeon)
- 2010: Secret Reunion (Uihyeongje)
- 2011: The Front Line – Der Krieg ist nie zu Ende (Gojijeon)
- 2017: A Taxi Driver (택시운전사, Taeksi Woonjunsa)